# Banchan
Banchan (pan.tɕʰan, kor. 반찬, Hanja 飯饌, rev. banchan) bezeichnet in der Koreanische Küche Gemüsebeilagen, die zusammen mit gekochtem Reis serviert werden. Das Wort bezeichnet sowohl die einzelne Beilage (Singular) als auch die Beilagen als Gesamtheit (Plural).

## Einführung
Die grundlegende Zusammenstellung eines Gerichts, das Bansang (반상) genannt wird, besteht üblicherweise aus gekochtem Reis (Bap, 밥), Suppe (Guk,국; manchmal auch Tang kor. 탕, Hanja 湯, genannt), einer scharfen, würzigen Paste (Gochujang) oder Sojasauce (Ganjang), Kimchi sowie einem Hauptgericht, das oft ein geschmorter Eintopf (Jjigae) ist. Abhängig davon, wie viele der Beilagen serviert werden, spricht man in Korea von 3 Cheop (삼첩), 5 Cheop (오첩), 7 Cheop (칠첩), 9 Cheop (구첩) oder 12 Cheop (십이첩) Bansang. 12 Cheop war der übliche Standard am königlichen Hof während der Joseon-Dynastie (1392–1897).
Banchan wird in kleinen Schüsseln serviert, die in die Mitte des Tisches gestellt werden, so dass alle am Tisch davon essen können. Dorthin wird auch die Haupt-Komponente des Mahls platziert, z. B. Koreanisches Barbecue (Galbi), Bulgogi oder ein Eintopf (Jjigae). Eine Schüssel mit gekochtem Reis und eine Suppe (Guk) bekommt hingegen jeder Gast separat.
Insbesondere die Provinz Jeolla ist dafür berühmt, dass im Verlauf eines Essens besonders viele verschiedene Banchan serviert werden.

## Geschichte
Man vermutet, dass Banchan auf den buddhistischen Einfluss zurückgeht, etwa in der Mitte der Zeit der Drei Reiche (ca. 100 v.Chr–500 n. Chr.). Aufgrund des buddhistischen Einflusses war es in den Königreichen zeitweise verboten, Fleisch zu essen. Wegen des Verbots entwickelte die koreanische Küche eine reichhaltige Tradition vegetarischer Gerichte. Insbesondere an den königlichen Höfen wurde eine Vielzahl an Möglichkeiten entwickelt, vegetarische Gerichte aufwändig und ansprechend zu komponieren und zu servieren. In weniger wohlhabenden Bevölkerungsschichten entwickelte sich eine weniger aufwändige Küchentradition.
Mit der Mongoleninvasionen in Korea fiel zwar sowohl das Verbot von Fleischgerichten als auch das Verbot von Tieropfern in Totenritualen (Jesa). Ungefähr 600 Jahre vegetarischer Küchentradition hatten die koreanische Küche aber schon nachhaltig geprägt.

## Varianten

### Kimchi

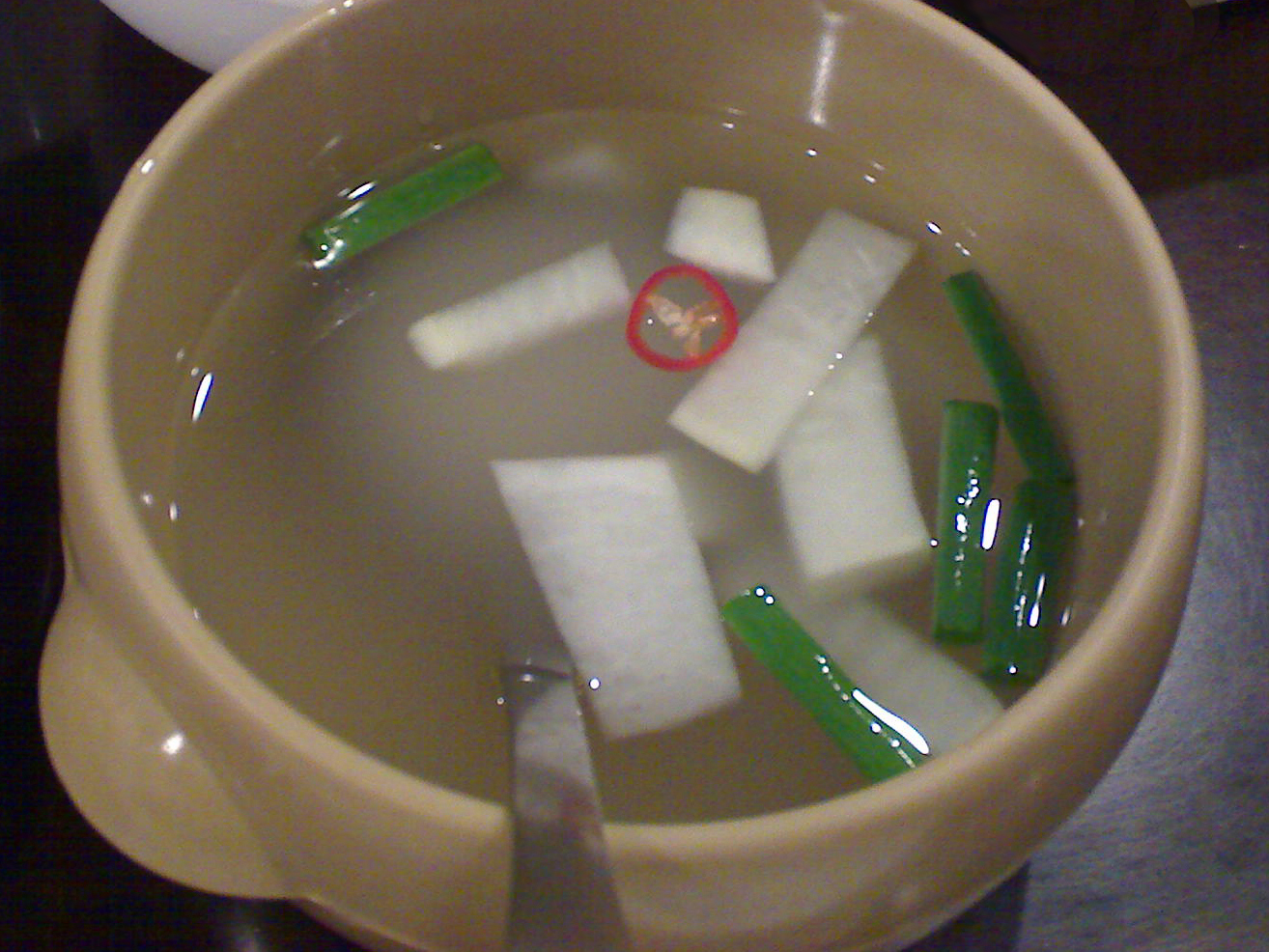
Dongchimi (동치미)

Kimchi (김치) ist mit Milchsäurebakterien fermentiertes Gemüse, meist Chinakohl (배추; Baechu), gewürzt mit Chili und Salz. Es ist das entscheidende Banchan fast jeden koreanischen Essens. Für manche Koreaner ist ein Essen ohne Kimchi kein richtiges Essen. Kimchi kann aber auch aus anderen Gemüsesorten hergestellt werden, wie z. B. Lauchzwiebeln, Braunem Senf (갓) und Rettich (무; mu).
| Name            | Koreanischer Name | Beschreibung |
| --------------- | ----------------- | --- |
| Nabak-Kimchi    | 나박김치          | Wasser Kimchi mit weniger scharf gewürztem Chinakohl (Baechu) und Rettich (Mu) |
| Dongchimi       | 동치미            | Verschiedene Gemüse, die in einer Salzlake durchgezogen sind. Nabak-Kimchi und Dongchimi werden beide auch als Wasser Kimchi (Mul Kimchi, 물김치) bezeichnet. |
| Geotjeori       | 겉절이            | Frisch angesetzter Kimchi, der noch knackig und noch nicht fermentiert ist. Meist Chinakohl (Baechu) und Kopfsalat zubereitet. |
| Kkakdugi        | 깍두기            | Ein Kimchi auf Grundlage von gewürfeltem Koreanischem weißen Rettich (Mu). |
| Oi Sobagi       | 오이 소박이       | Gefüllte Gurken Kimchi, gefüllt mit Chili, Frühlingszwiebeln und Chinesischem Schnittlauch (Buchu) |
| Chonggak Kimchi | 총각김치          | Ganze Rettiche (Mu) eingelegt in Chili. Das Kimchi wird aus Dallangmu zubereitet, eine Rettichart, die ungefähr die Größe von kleinen Würstchen hat. |
| Yeolmu Kimchi   | 열무김치          | Junger Sommer Rettich Kimchi. Der Rettich wird früh geerntet, noch bevor er ausgereift ist. Er kann mit oder ohne Fermentierung zubereitet werden. Er wird meist zusammen mit Meeresfrüchten zubereitet (Jeotgal).                                                   |
| Pa Kimchi       | 파김치            | Zwiebel Kimchi, scharf gewürzt, sehr salzig und oft mit einer Sardellen-Zubereitung (Myeolchi-Jeot) gemischt. |
| Gat Kimchi      | 갓김치            | Kimchi aus den Blättern des Indischen Senfs und mit viel Paprikapulver. Mit einem charakteristischen bitteren Geschmack und Aroma. Um den bitteren Geschmack etwas abzumildern, wird zuweilen eine Paste aus Klebreismehl und einer Sardellen-Zubereitung zugesetzt. |

### Namul

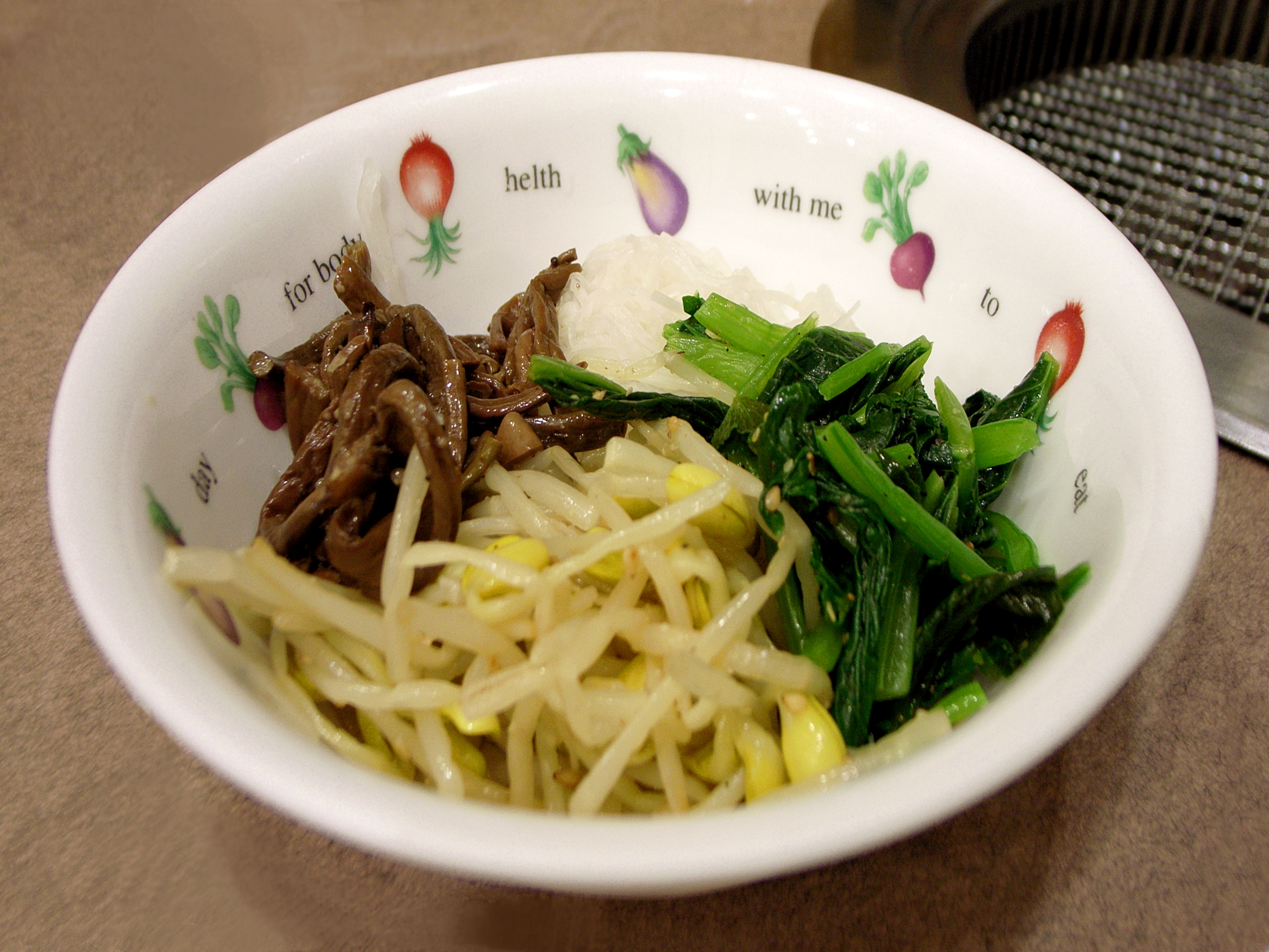
Verschiedene Namul

Namul (나물) sind gedünstete, marinierte oder angebratene Gemüsearten, meist zubereitet mit Sesamöl, Salz, Essig, fein gehacktem Knoblauch, gehackten jungen Zwiebeln, getrockneten Chilischoten und Sojasauce.
| Name               | Koreanischer Name | Beschreibung                                                               |
| ------------------ | ----------------- | -------------------------------------------------------------------------- |
| Kong-namul         | 콩나물            | Kalte gekochte Bohnensprossen mit Sesamöl.                                 |
| Sigeumchi-namul    | 시금치나물        | Pochierter Spinat, angemacht mit Sesamöl, Knoblauch und Sojasauce.         |
| Miyeok Muchim      | 미역무침          | Miyeok (Wakame, eine Braunalge) mit süßem Essig und Salz.                  |
| Musaengchae/Muchae | 무생채/무채       | Langer gestiftelter Rettich in süßer Essigsauce, manchmal mit Chilipulver. |
| Gosari-namul       | 고사리나물        | Angebratene Farn-Sprossen.                                                 |
| Chwi-namul         | 취나물            | Eine angebratene und gewürzte Asternart.                                   |
| Bireum-namul       | 비름나물          | Pochierte und gewürzte Amaranthus.                                         |
| Naengi-namul       | 냉이나물          | Angegartes und gewürztes Hirtentäschel.                                    |
| Dol-namul          | 돌나물            | Rohe Fetthenne mit einem Pfeffersaucen-Dressing.                           |
| Gogumasun-namul    | 고구마순나물      | Gekochte und gewürzte Süßkartoffel-Sprossen.                               |
| Gaji-namul         | 가지나물          | Gekochte Auberginen.                                                       |
| Doraji-namul       | 도라지나물        | Gekochte Wurzeln der Ballonblume.                                          |

### Bokkeum
Bokkeum (볶음) sind verschiedene angebratene Kleinigkeiten mit Sauce.
| Name                | Koreanischer Name | Beschreibung |
| ------------------- | ----------------- | --- |
| Kimchi Bokkeum      | 김치볶음          | Angebratenes Kimchi, oft mit Schweinefleisch (ähnlich Jeyook Bokkeum). |
| Jeyook Bokkeum      | 제육볶음          | Angebratenes Schweinefleisch mit Gochujang (Chilisauce) und Zwiebeln. |
| Ojingeochae Bokkeum | 오징어채볶음      | Angebratene in feine Streifen geschnittener getrockneter Tintenfisch (Kalmar oder Sepia), zubereitet mit einer Mischung aus Chilipaste (Gochujang), Knoblauch und Mullyeot (ein sirupartiges Würzmittel). |
| Nakji Bokkeum       | 낙지볶음          | Angebratener Baby-Oktopus in scharfer Gochujang-Sauce. |
| Buseot Bokkeum      | 버섯볶음          | Angebratene Pilze, z. B. Pyogo, Seitlinge oder Matsutake. |

### Jorim
Jorim (조림) sind in einer Brühe gegarte Speisen.
| Name       | Koreanischer Name | Beschreibung |
| ---------- | ----------------- | --- |
| Dubu-Jorim | 두부조림          | Tofu, geköchelt in einer verdünnten Sojasauce mit Sesamöl, kleingehacktem Knoblauch und kleingeschnittenen Frühlingszwiebeln. |
| Jang-Jorim | 장조림            | Rindfleisch in Sojasauce gegart, wahlweise auch mit hartgekochten Eiern oder hartgekochten Wachteleiern.                      |

### Jjim
Jjim (찜) sind gedünstete Speisen.
| Name           | Koreanischer Name | Beschreibung                         |
| -------------- | ----------------- | ------------------------------------ |
| Gyeran-Jjim    | 계란찜            | Verquirltes gewürztes Ei, gedünstet. |
| Saengseon Jjim | 생선찜            | Gedämpfter Fisch.                    |

### Jeon
Jeon (전) sind verschiedene pfannkuchenartige Gerichte. Auch Buchimgae genannt. 
| Name               | Koreanischer Name | Beschreibung                                                 |
| ------------------ | ----------------- | ------------------------------------------------------------ |
| Pajeon             | 파전              | Crepes mit Frühlingszwiebeln.                                |
| Kimchijeon         | 김치전            | Crepes mit altem (reifen) Kimchi.                            |
| Gamjajeon          | 감자전            | Koreanische Kartoffelpuffer.                                 |
| Saengseon-Jeon     | 생선전            | Kleine Stücke Fisch, im Ei-Mantel gebraten.                  |
| Donggeurang Ttaeng | 동그랑땡          | Pastete aus Tofu, Fleisch und Gemüse, im Ei-Mantel gebraten. |

### Weitere
| Name                        | Koreanischer Name | Beschreibung |
| --------------------------- | ----------------- | --- |
| Danmuji                     | 단무지            | Rettich eingelegt in eine gelbe Marinade aus Gardenien-Früchten. |
| Gyeran-Mari                 | 계란말이          | Ein gerolltes Omelett, das in Scheiben geschnitten serviert wird. |
| Japchae                     | 잡채              | Japchae sind Glasnudeln mit verschiedenen Gemüsen und Rindfleisch in einer leicht süßen Knoblauch-Sauce. Es kann als eigenständiges Gericht gegessen werden, in kleineren Mengen aber auch als Beilage (Banchan). |
| Koreanischer Kartoffelsalat | 감자 샐러드       | Mit Äpfeln und Möhren. |

## Galerie

Verschiedene Banchan
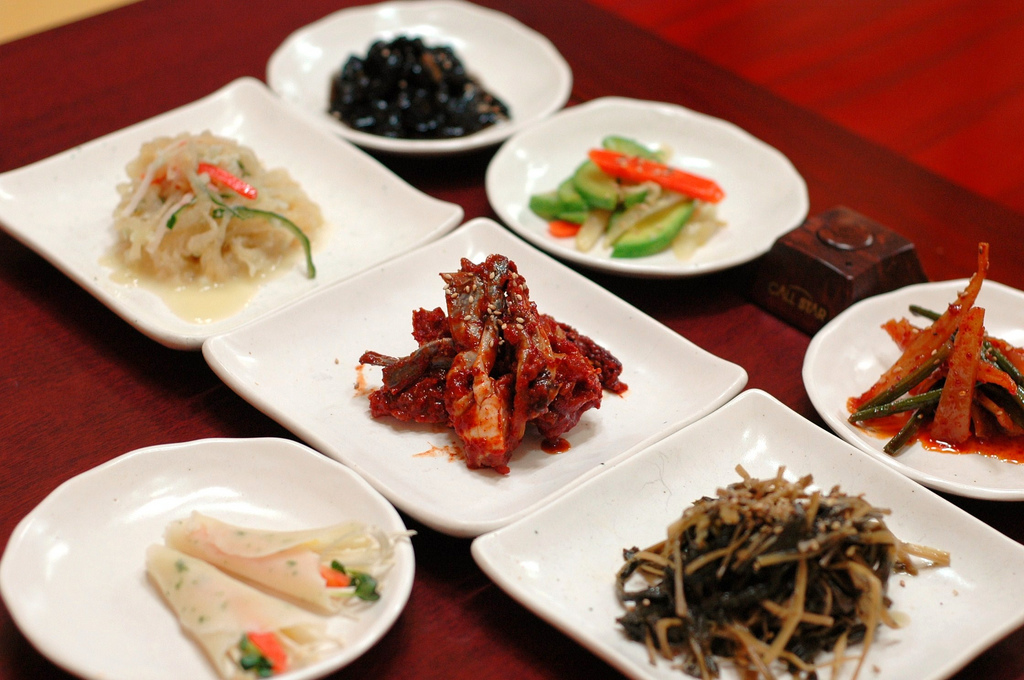
Verschiedene Banchan auf einem Tisch angerichtet
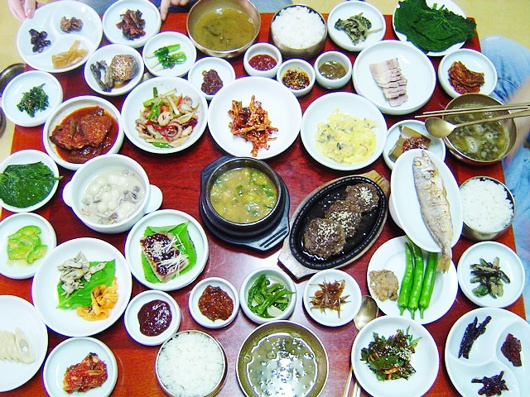
Gedeckter Tisch in der Provinz Jeolla mit vielen Banchan
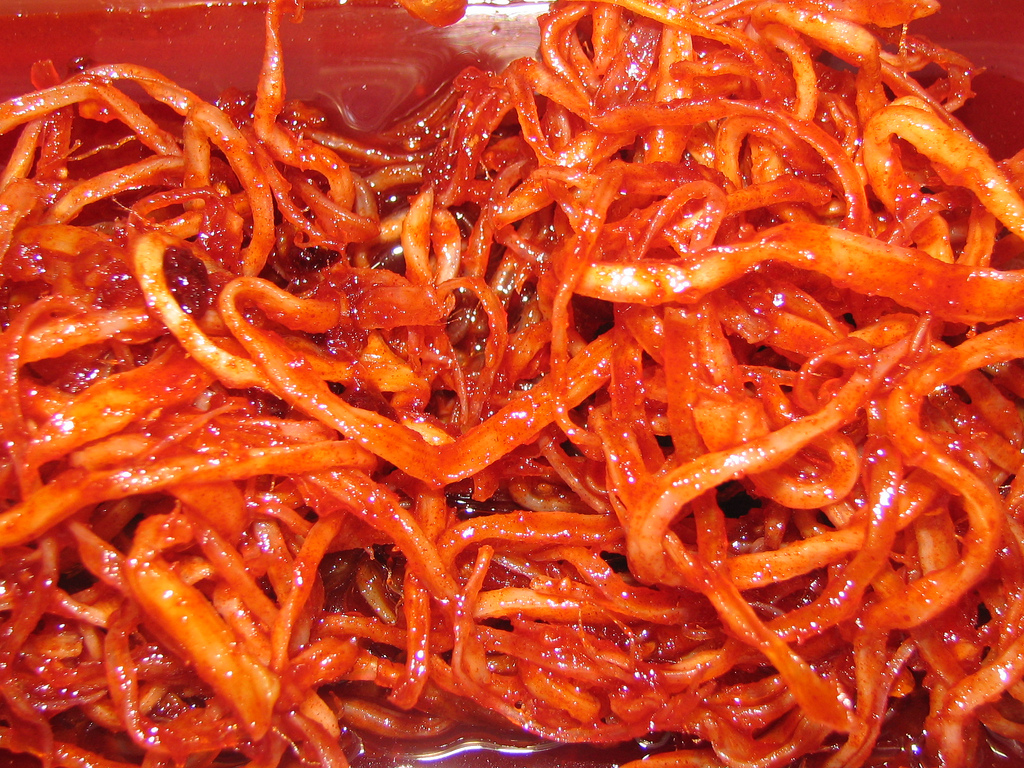
Ojingeochae Bokkeum (오징어채볶음)
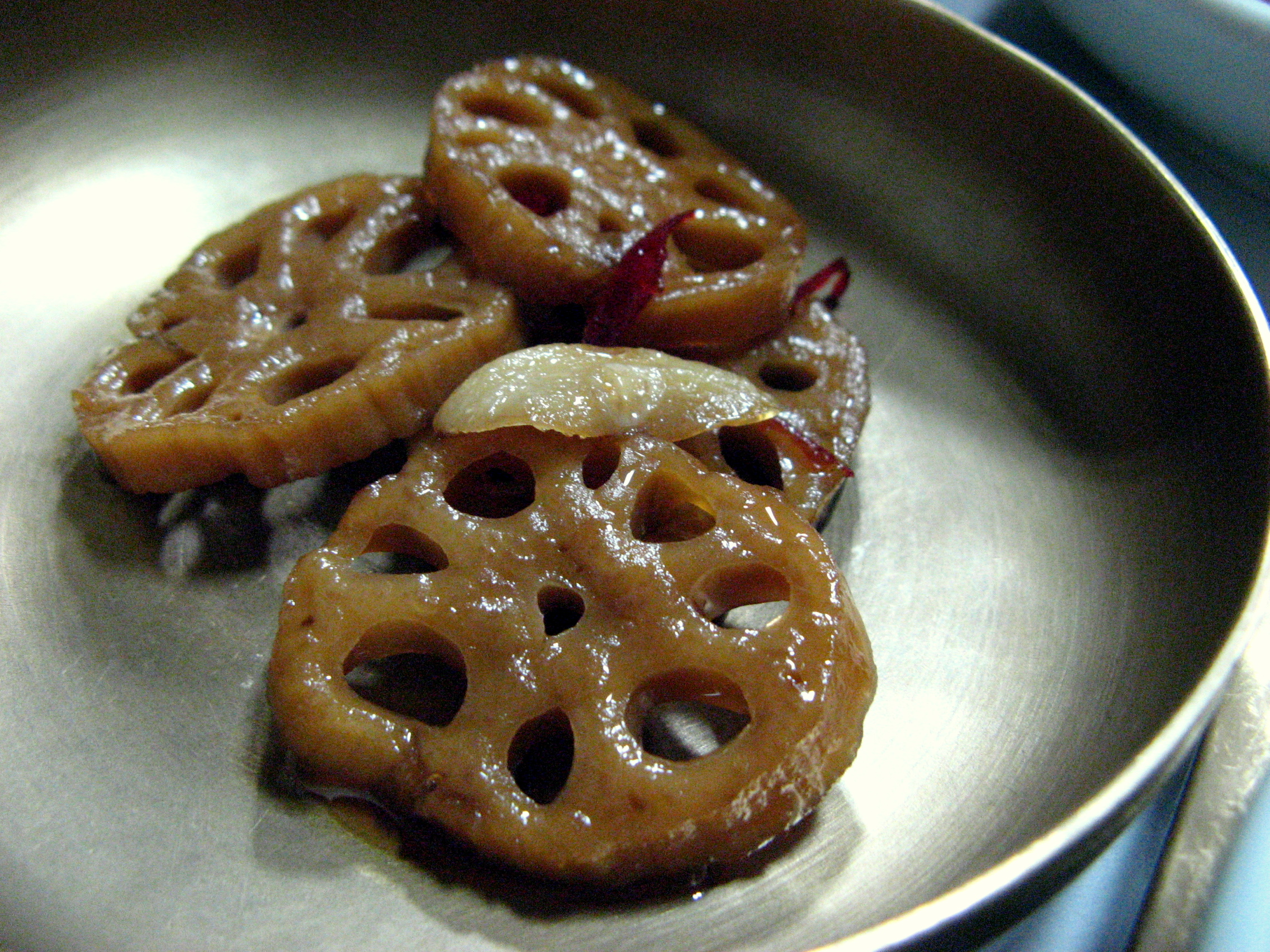
Lotoswurzel (Yeongeun Jorim) (연근조림)
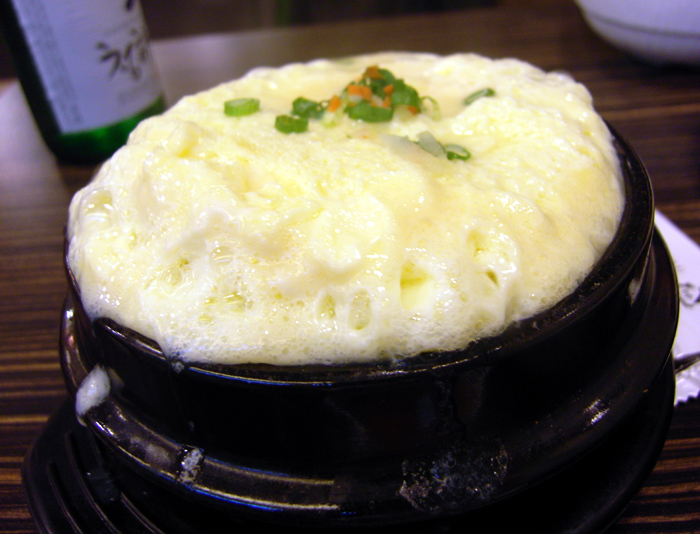
Gedämpfte Eier (Gyeran Jjim) (계란찜) im heißen Steinguttopf serviert
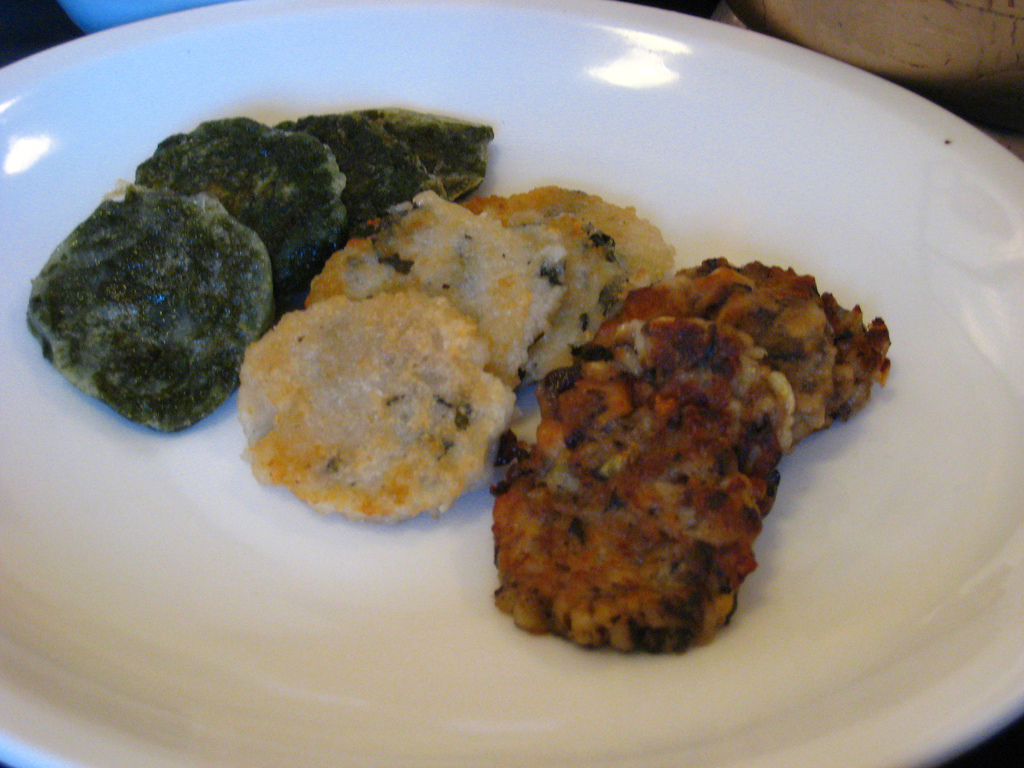
Drei Farben-Pfannkuchen (Samsaek Jeon) (삼색전). So werden Pfannkuchen genannt, die in beliebigen drei verschiedenen Farben gefärbt sind.
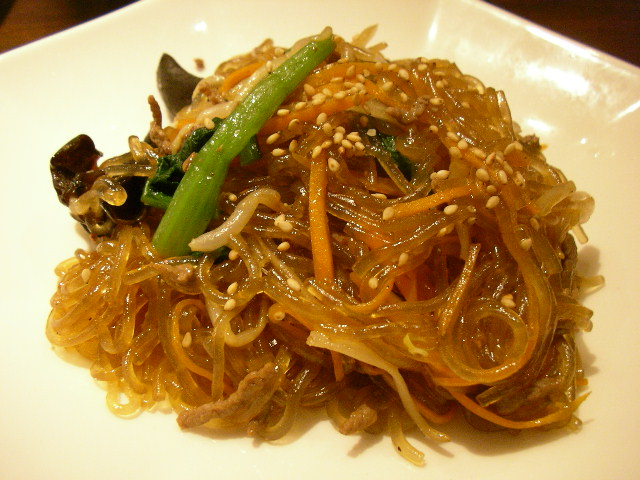
Süßkartoffelnudeln (Japchae)